# Carlos Alejandro Quiñónez Ávila
Carlos Quiñónez (Jutiapa, Jutiapa, Guatemala; 15 de octubre de 2001) es un exfutbolista guatemalteco. Jugó de mediocampista en el Deportivo Achuapa  de la Liga Nacional de Guatemala.

## Clubes
| Club    | País      | Año         | Partidos | Goles |
| ------- | --------- | ----------- | -------- | ----- |
| Achuapa | Guatemala | 2022 - 2023 | 31       | 0     |